# Stylaria lacustris
Stylaria lacustris är en ringmaskart som först beskrevs av Carl von Linné 1767. Enligt Catalogue of Life ingår Stylaria lacustris i släktet Stylaria och familjen glattmaskar, men enligt Dyntaxa är tillhörigheten istället släktet Stylaria och familjen Naididae. Arten är reproducerande i Sverige. Inga underarter finns listade i Catalogue of Life.